# Арби (Атлантски Пиринеји)
Арби (фр. Arbus (Pyrénées-Atlantiques)) је насељено место у Француској у региону Аквитанија, у департману Атлантски Пиринеји.
По подацима из 2011. године у општини је живело 1103 становника, а густина насељености је износила 79,41 становника/km².

## Демографија
| 1962. | 1968. | 1975. | 1982. | 1990. | 2011. |
| ----- | ----- | ----- | ----- | ----- | ----- |
| 469   | 470   | 537   | 663   | 965   | 1.103 |